# Discocoelis
Discocoelis är ett släkte av plattmaskar. Discocoelis ingår i familjen Dugesiidae.
Släktet innehåller bara arten Discocoelis tigrina.